# Лозорно
Лозорно (слч. Lozorno) насељено је мјесто са административним статусом сеоске општине (слч. obec) у округу Малацки, у Братиславском крају, Словачка Република.

## Становништво
| Година:    | 1994. | 2004.    | 2014.   | 2024.   |
| ---------- | ----- | -------- | ------- | ------- |
| Број људи: | 2545  | 2805     | 2960    | 3158    |
| Разлика:   |       | +10,21 % | +5,52 % | +6,68 % |

| Година:    | 2023. | 2024.   |
| ---------- | ----- | ------- |
| Број људи: | 3174  | 3158    |
| Разлика:   |       | -0,50 % |

Према подацима о броју становника из 2024. године насеље је имало 3158 становника.